# Super Smash Bros. for Nintendo 3DS / for Wii U
Super Smash Bros. for Nintendo 3DS und Super Smash Bros. for Wii U sind der vierte Teil der Super-Smash-Bros.-Reihe. Super Smash Bros. for Nintendo 3DS ist der erste Super-Smash-Bros.-Teil, der auf einem Handheld erschien. Das Fighting Game wurde von Bandai Namco und Sora Inc. entwickelt. Die Retail-Version des Nintendo-3DS-Ablegers erschien in Deutschland am 2. Oktober 2014, die eShop-Version am 3. Oktober 2014. Die Wii-U-Version kam am 28. November 2014 sowohl im Handel als auch im Nintendo eShop auf den europäischen Markt.

## Spielprinzip
Das grundlegende Spielprinzip gleicht dem der vorherigen Serienteile, jedoch hat sich Masahiro Sakurai insbesondere um das Balancing zwischen den Charaktere bemüht, da in früheren Serienablegern manch ein Charakter deutlich „besser“ ist als andere. Die 3DS- und Wii-U-Versionen sind nicht identisch, sondern beinhalten leichte Unterschiede, wie z. B. andere Stages, auf denen gekämpft wird oder exklusive Modi (siehe unten).

### Offline-Spielmodi

#### Smash-Abenteuer
Ein neuer Modus namens „Smash-Abenteuer“ kommt ausschließlich in der Nintendo-3DS-Version des Spiels vor. In diesem Modus haben vier Spieler fünf Minuten Zeit, um ein Verlies zu erkunden, Gegner zu bekämpfen und Power-ups zu sammeln, mit denen sie ihre Kämpfer verbessern können. Sobald die fünf Minuten vorbei sind, betreten alle vier Kämpfer mit ihren neuen Gegenständen und Power-Ups eine Arena und treten in dieser gegeneinander an. Die im Smash-Abenteuer auftretenden Gegner stammen aus verschiedenen Videospiele-Serien. Für die Mehrspieler-Modi sind mehrere Nintendo 3DS-Systeme und mehrere Exemplare des Spiels erforderlich. Dieser Modus ist nur lokal und nicht online spielbar.

#### Klassisch
Im Modus „Klassisch“ gibt es eine Karte, auf welcher man sich zwischen drei Wegen entscheiden kann. Jeder Weg repräsentiert ein bestimmtes Franchise und bestimmt, ob man alleine oder im Team gegen COM-Gegner auf einer Stage dieses Franchises kämpft.

#### Das Stadion
Im „Stadion“ gibt es drei verschiedene Minispiele:
1. Multi-Smash: In diesem Minispiel, welches es auch schon in Super Smash Bros. Melee und Super Smash Bros. Brawl gab, muss man so viele Gegner wie möglich besiegen. Zu Beginn kann man sich zwischen einer Zeit oder Gegner Begrenzung entscheiden. Gekämpft wird mit einem auf der 3DS-Konsole gespeichertem Mii.
2. Home-Run-Wettbewerb: Im Home-Run-Wettbewerb, welchen es ebenfalls schon in Super Smash Bros. Melee und Super Smash Bros. Brawl gab, hat man 10 Sekunden Zeit einem Sandsack so viel Schaden wie möglich zuzufügen und ihn anschließend mit einem Baseballschläger so weit wie möglich wegzuschlagen.
3. Scheiben-Bomber (neu): In Scheiben-Bomber gibt es eine Bombe, welche innerhalb von 10 Sekunden nach dem ersten Schlagen explodiert. Dieser muss man, ähnlich dem Sandsack, so viel Schaden wie möglich zufügen und danach in einen Bereich mit Zielscheiben und Blöcken schmeißen (vergleichbar mit Angry Birds[9]).[10]

### Online-Spielmodi
Sowohl die Wii-U- als auch die Nintendo-3DS-Version von Super Smash Bros. bieten die Möglichkeit, über das Nintendo Network online gegen andere Spieler anzutreten. Die verfügbaren Spielmodi sind dabei in beiden Versionen identisch.

#### Geplänkel
Im Online-Modus „Geplänkel“ wird zufällig eine Stage (die „Omega“-Stageversionen, die vom Stage-Layout her der „Letzten Station“ entsprechen, also eine einfache ebene Kampffläche ohne Plattformen bieten, ausgeschlossen) ausgewählt. Es spielen immer vier Spieler bei einem Zeitlimit von 2 Minuten gegeneinander, wobei Items aktiviert sind. Es werden nur die Siege statistisch erfasst.

#### Hart auf Hart
In „Hart auf Hart“ kann entweder 1 gegen 1 mit zwei Versuchen oder ein Vier-Spieler-Kampf mit einem Zeitlimit von 2 Minuten gespielt werden. Es wird zufällig eine „Omega“-Stage ausgewählt, Items sind deaktiviert. In diesem Modus werden sowohl Siege als auch Niederlagen statistisch erfasst.

### Spielbare Charaktere

#### Veteranen
| Charakter        | Erster Auftritt                      | SSB | SSBM | SSBB |
| ---------------- | ------------------------------------ | --- | ---- | ---- |
| Bowser           | Super Mario Bros.                    |     | ✔    | ✔    |
| Captain Falcon   | F-Zero (SNES)                        | ✔   | ✔    | ✔    |
| Diddy Kong       | Donkey Kong Country                  |     |      | ✔    |
| Donkey Kong      | Donkey Kong                          | ✔   | ✔    | ✔    |
| Dr. Mario        | Dr. Mario                            |     | ✔    |      |
| Falco Lombardi   | Lylat Wars                           |     | ✔    | ✔    |
| Fox McCloud      | Lylat Wars                           | ✔   | ✔    | ✔    |
| Ganondorf        | The Legend of Zelda: Ocarina of Time |     | ✔    | ✔    |
| Glurak           | Pokémon Rot / Grün                   |     |      | ✔    |
| Ike              | Fire Emblem: Path of Radiance        |     |      | ✔    |
| Kirby            | Kirby’s Dream Land                   | ✔   | ✔    | ✔    |
| König DeDeDe     | Kirby’s Dream Land                   |     |      | ✔    |
| Link             | The Legend of Zelda (NES)            | ✔   | ✔    | ✔    |
| Lucario          | Pokémon Diamant und Perl             |     |      | ✔    |
| Lucas (a)        | Mother 3                             |     |      | ✔    |
| Luigi            | Mario Bros.                          | ✔   | ✔    | ✔    |
| Mario            | Donkey Kong                          | ✔   | ✔    | ✔    |
| Marth            | Fire Emblem                          |     | ✔    | ✔    |
| Meta Knight      | Kirby’s Adventure                    |     |      | ✔    |
| Mewtu (b)        | Pokémon Rot / Grün                   |     | ✔    |      |
| Mr. Game & Watch | Game & Watch                         |     | ✔    | ✔    |
| Ness             | EarthBound                           | ✔   | ✔    | ✔    |
| Olimar           | Pikmin                               |     |      | ✔    |
| Peach            | Super Mario Bros.                    |     | ✔    | ✔    |
| Pikachu          | Pokémon Rot / Grün                   | ✔   | ✔    | ✔    |
| Pit              | Kid Icarus (NES)                     |     |      | ✔    |
| Pummeluff        | Pokémon Rot / Grün                   | ✔   | ✔    | ✔    |
| R.O.B            | Gyromite                             |     |      | ✔    |
| Roy (a)          | Fire Emblem: The Binding Blade       |     | ✔    |      |
| Samus            | Metroid (NES)                        | ✔   | ✔    | ✔    |
| Shiek            | The Legend of Zelda: Ocarina of Time |     | ✔    | ✔    |
| Sonic            | Sonic the Hedgehog                   |     |      | ✔    |
| Toon-Link        | The Legend of Zelda: The Wind Waker  |     |      | ✔    |
| Wario            | Super Mario Land 2: 6 Golden Coins   |     |      | ✔    |
| Yoshi            | Super Mario World                    | ✔   | ✔    | ✔    |
| Zelda            | The Legend of Zelda (NES)            |     | ✔    | ✔    |
| Zero Suit Samus  | Metroid: Zero Mission                |     |      | ✔    |

#### Newcomer
| Charakter                               | Erster Auftritt                          |
| --------------------------------------- | ---------------------------------------- |
| Bayonetta (d)                           | Bayonetta                                |
| Bewohner (männlich und weiblich)        | Animal Crossing                          |
| Bowser Jr. (mit Koopalingen)            | Super Mario Sunshine/Super Mario Bros. 3 |
| Cloud (c)                               | Final Fantasy VII                        |
| Corrin (d) (männlich und weiblich)      | Fire Emblem Fates                        |
| Daraen (männlich und weiblich)          | Fire Emblem: Awakening                   |
| Duck-Hunt-Duo                           | Duck Hunt (NES)                          |
| Finsterer Pit                           | Kid Icarus: Uprising                     |
| Little Mac                              | Punch-Out!!                              |
| Lucina                                  | Fire Emblem: Awakening                   |
| Mega Man                                | Mega Man (NES)                           |
| Mii-Kämpfer                             | Mii-Kanal                                |
| Pac-Man                                 | Pac-Man                                  |
| Palutena                                | Kid Icarus                               |
| Quajutsu                                | Pokémon X und Y                          |
| Rosalina & Luma                         | Super Mario Galaxy                       |
| Ryu (a)                                 | Street Fighter II                        |
| Shulk                                   | Xenoblade Chronicles                     |
| Wii Fit Trainer (männlich und weiblich) | Wii Fit                                  |

#### Amiibo
Außerdem kündigte Nintendo auf der E3 2014 an, dass mit dem Spiel sogenannte Amiibo-Figuren (ähnlich wie in Skylanders oder Disney Infinity) verbunden werden können, um den jeweiligen Charakter zu personalisieren und verbessern. Die ersten zwölf Amiibo wurden gemeinsam mit dem Spiel am 28. November 2014 veröffentlicht. Diese Charaktere können verbessert und stärker gemacht werden, indem man gegen sie kämpft. Außerdem können die Spielfiguren in mehr Punkten angepasst und personalisiert werden, als dies mit den normalen Charakteren möglich ist. Dabei können die Amiibo stärker werden als andere Computergegner. Das Spielen im Team mit dem Amiibo ist ebenfalls möglich. Die Figuren können auch auf fremden Wii U verwendet werden, wenn man z. B. mit Freunden spielt. Auf dem 3DS sind sie hingegen aufgrund eines fehlenden NFC-Chips nicht spielbar, allerdings soll zu diesem Zweck 2015 ein Zusatzgerät veröffentlicht werden. Auf dem New 3DS ist dies aufgrund eingebautem NFC-Chip allerdings ohne Zusatzgerät möglich.
→ Liste der verfügbaren Super-Smash-Bros-Amiibo

## Entwicklung
Das Spiel für die Wii U und den 3DS wurde von Bandai Namco Games und Namco Bandai Studios entwickelt. Nintendo begründete dies mit dem Aufwand, zwei verschiedene Spiele gleichzeitig herzustellen, sowie diese Spiele relativ zeitnah zu veröffentlichen. Nintendo-Präsident Satoru Iwata kündigte das Spiel Anfang Juni 2011 auf der Pressekonferenz des Herstellers zur E3-Messe an. Die eigentliche Entwicklung des Titels begann jedoch erst im März 2012. Masahiro Sakurai von Sora war der Leiter des Projekts, während Masaya Kobayashi von Namco Bandai als Produzent fungierte. Yoshito Higuchi wurde als Director eingesetzt. Namco Bandai hatte bereits Erfahrung im Fighting-Game-Genre und stellten ihre besten Entwickler für dieses Projekt bereit, wie z. B. das Entwicklerteam hinter der Tekken-Serie sowie einige Entwickler der Soul-Calibur-Reihe.

## Rezeption
Super Smash Bros. for Nintendo 3DS / for Wii U erhielt überwiegend positive Kritiken. So erreichte die 3DS-Version bei Metacritic einen Metascore von 85 %. Bei GameRankings wurde eine durchschnittliche Bewertung von 86,10 % erreicht. Die Kritiken für die Wii-U-Version fielen noch positiver aus. So erhielt sie bei Metacritic einen Metascore von 92 % und erreichte bei GameRankings eine durchschnittliche Bewertung von 92,39 %.
Auszeichnungen
- The Game Awards 2014[26]
  - Bestes Prügelspiel (Wii-U-Fassung)
- DICE Awards 2015[27]
  - Handheldspiel des Jahres (3DS-Fassung)
  - Prügelspiel des Jahres (Wii-U-Fassung)
- SXSW Gaming Awards[28]
  - Excellence in Multiplayer (Wii-U-Fassung)

## Kommerzieller Erfolg
In den Vereinigten Staaten konnten bis Mitte Juli 2016 von der Wii-U-Fassung zwei Millionen Spiele abgesetzt werden, die 3DS-Version verkaufte sich bis dahin mehr als drei Millionen Mal.
Die Wii-U-Version des Spiels konnte sich insgesamt 5,36 Millionen Mal verkaufen. Die Nintendo-3DS-Version konnte sich bis zum 30. September 2019 insgesamt 9,54 Millionen Mal verkaufen.